# Heegners lemma
Inom matematiken är Heegners lemma ett lemma använt av Kurt Heegner i hans artikel gällande klasstalsproblemet. Lemmat säger att om
{\displaystyle y^{2}=a_{4}x^{4}+a_{3}x^{3}+a_{2}x^{2}+a_{1}x+a_{0}\,}
är en kurva över en kropp sådan att a4 inte är en kvadrat, då har den en lösning om den har en lösning av en utvidgning av udda grad.